# Ermita de San Ramón (Montbaig)
La ermita de Sant Ramon se encuentra en la cima de la montaña de Sant Ramon (también conocida como Montbaig), en el término municipal de San Baudilio de Llobregat, Viladecans y San Clemente de Llobregat. En la cima hay un pequeño bar que abre de martes a domingo y un Centro de Interpretación del Paisaje que abre los fines de semana.
En la cima, además de la ermita, hay una pequeña plaza (a 289 metros de altura) desde la cual se ve todo el delta del Llobregat.
La ermita se construyó entre el 1885 y el 1887. Antes de su construcción, la montaña era conocida por La Fita, ya que la cima es la división de los tres municipios limítrofes (San Baudilio de Llobregat, San Clemente de Llobregat y Viladecans).
El estilo de la ermita es de inspiración neocarabántica, fue construida por Josep Estruch y Comella en memoria de sus padres, Eulalia Comella y Ramon Estruch y Ferrer, patronos de la capilla.
Consta de tres cuerpos, de los cuales sólo el central es propiamente la iglesia.
El interior de la iglesia fue destruido en 1936 al inicio de la Guerra Civil.
La advocación de la ermita es la de San Ramón Nonato, el patrón de los recién nacidos; de hecho, aún es costumbre por parte de algunas personas el llevar exvotos subiendo a la ermita y poner una vela a San Ramón.
El último fin de semana de agosto, y para celebrar el día de San Ramón Nonato, se organiza un encuentro de los tres municipios (San Baudilio-San Clemente-Viladecans).